# Центумвиры
Центумви́ры (лат. centumviri) — в Древнем Риме коллегия для разбирательства гражданских дел, учрежденная, согласно легенде, в царский период и существовавшая до падения Западной Римской империи.
Исследователи датируют появление центумвирата второй половиной III века до н. э. Количество центумвиров, несмотря на определённое значение понятия («100 мужей»), не было постоянным. По данным Феста, претор выбирал от каждой из тридцати триб (до 241 года) по 3 человека, и 90 избранных вместе с децемвирами, выступавшими в роли председателей, составляли коллегию в 100 человек. Когда число триб выросло до 35, центумвиров стало 105. При императорах коллегия состояла из 180 членов. В период республики она, по-видимому, заседала в полном составе, а при Августе была разделена на четыре секции, заседавшие по отдельности. В случае особо важных процессов секции могли объединяться под председательством претора. Во время республики председателями суда центумвиров были городские преторы и бывшие квесторы (квестории).
Изначально суд центумвиров происходил под открытым небом, на форуме. Позже, во времена Квинтилиана, секции заседали в Юлиевой базилике. Ведению суда центумвиров подлежали гражданские дела об опеке, наследстве, завещаниях и по другим вопросам о праве квиритской собственности; поэтому на месте судопроизводства водружалось копье как символ dominium ex iure Quiritium (квиритской собственности), напоминавший о том времени, когда имущество завоёвывалось оружием. Форма судопроизводства была легисакционная (legis actio sacramento, то есть гражданский процесс с внесением залога), причём она сохранилась в суде центумвиров и после отмены этой процессуальной формы согласно закону Эбуция (приблизительно 125 год до н. э.).